# Jules Bass
Jules Bass (* 16. September 1935 in Philadelphia, Pennsylvania; † 25. Oktober 2022 in Rye, New York) war ein US-amerikanischer Filmregisseur und -produzent. Er wurde insbesondere für seine Mitwirkung an animierten Filmen bekannt und arbeitete auch als Komponist, Texter und Autor.

## Leben und Karriere
Jules Bass studierte an der New York University und arbeitete bis Anfang der 1960er Jahre in einer Werbeagentur in New York City. Danach gründete er mit seinem Partner Arthur Rankin Jr. die Filmproduktionsfirma Videocraft International (heute Rankin/Bass Productions). Gemeinsam mit Arthur Rankin Jr. hat er als Koregisseur und Produzent eine Vielzahl von animierten Stop-Motion-Features und Cartoons zu verantworten, darunter auch die Serie Thundercats (1985–1989), Weihnachtsfilme wie Rudolph mit der roten Nase von 1964 und Frosty the Snowman (1969), aber auch die Zeichentrickverfilmung von J. R. R. Tolkiens The Hobbit (1977) und Das Letzte Einhorn nach Peter S. Beagle. Zu vielen seiner Filme komponierte er die Partitur in Zusammenarbeit mit Maury Laws und schrieb Texte für mehrere Songs. Unter dem Pseudonym Julian P. Gardner schrieb er die Texte für die Weihnachtsfilme Das erste Weihnachten: Die Geschichte des ersten Weihnachtsschnees, The Life & Adventures of Santa Claus und für den Emmy-nominierten Film The Little Drummer Boy.
Im März 1987 beendete Bass seine Arbeit beim Film und wandte sich dem Schreiben von Kinderbüchern zu, wozu auch seine veröffentlichte Buchreihe über Herb, the Vegetarian Dragon gehört.
Jules Bass starb am 25. Oktober 2022 im Alter von 87 Jahren in Rye.

## Filmografie (Auswahl)
- 1964: Rudolph mit der roten Nase (Rudolph the Red-Nosed Reindeer, Koproduzent, Fernsehfilm)
- 1966: Der Tagträumer (The Daydreamer, Regisseur)
- 1967: Frankensteins Monster-Party (Mad Monster Party?, Produzent)
- 1968: The Little Drummer Boy (Fernsehfilm, Produzent)
- 1969: Frosty the Snowman (Kurzfilm, Produzent)
- 1970: Santa Claus Is Comin’ to Town (Fernsehfilm, Produzent)
- 1973: Marco (Produzent)
- 1974: Das Jahr ohne Weihnachtsmann (The Year Without a Santa Claus, Fernsehfilm, Produzent und Regisseur)
- 1976: Rudolphs glänzendes neues Jahr (Rudolph’s Shiny New Year, Fernsehfilm, Produzent und Regisseur)
- 1976: Frosty’s Winter Wonderland (Fernsehfilm, Produzent)
- 1977: The Hobbit (Fernsehfilm, Regisseur und Produzent)
- 1980: The Return of the King (Fernsehfilm, Regisseur)
- 1980: Rudolph und Frostys Weihnachten im Juli (Rudolph and Frosty’s Christmas in July, Fernsehfilm, Regisseur)
- 1981: Das Schwert des Shogun (The Bushido Blade, Executive Producer)
- 1982: Das letzte Einhorn (The Last Unicorn, Regisseur)
- 1985: The Life & Adventures of Santa Claus (Fernsehfilm, Produzent)
- 1985–1989: ThunderCats (Fernsehserie, Produzent)
- 1986: Silverhawks (Fernsehserie, Regisseur und Produzent)
- 2020: ThunderCats Roar (Fernsehserie, Produzent)